# Agathosma zwartbergensis
Agathosma zwartbergensis är en vinruteväxtart som beskrevs av Neville Stuart Pillans. Agathosma zwartbergensis ingår i släktet Agathosma och familjen vinruteväxter. Inga underarter finns listade i Catalogue of Life.